# Mineros del Guaire

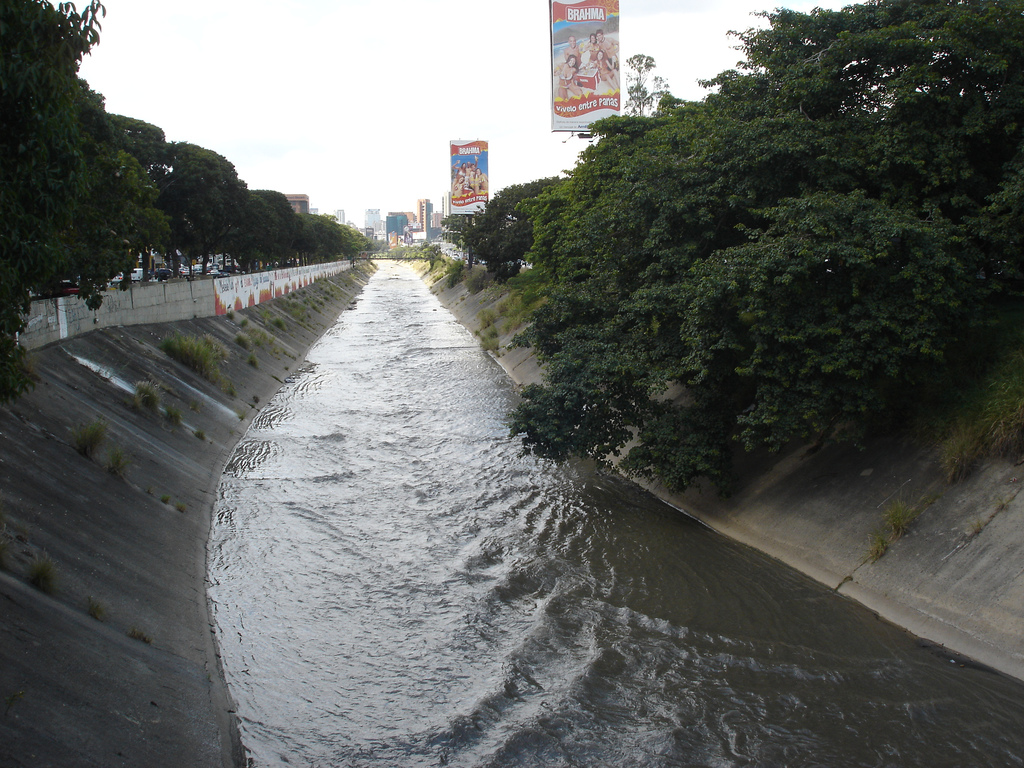
Río Guaire visto desde el puente Veracruz en Las Mercedes.

Los Mineros del Río Guaire, también conocidos como  Garimpeiros del Río Guaire, es el nombre con el que se conoce a las personas dedicadas a buscar metales en el Río Guaire, un río de 72 kilómetros de longitud en Caracas, Venezuela altamente contaminado con aguas residuales. Estos mineros están integrados principalmente por menores de edad, indigentes o trabajadores de cuello azul que perdieron su empleo por la paralización de obras gubernamentales o cuyos salarios no son suficientes para subsistir y no quieren recurrir a la delincuencia. A pesar de ser una práctica que data desde al menos 1994, a partir 2016 el número de personas dedicadas a este oficio aumentó hasta llegar a las decenas y hasta centenares durante la crisis económica en Venezuela, caracterizada por la hiperinflación y escasez.

## Historia
Buscar metales en el río Guaire es una práctica que existe desde hace décadas en Caracas. En 1994, la periodista Anna Vaccarella en el programa “Alerta” transmitido por Radio Caracas Televisión mostró cómo algunos venezolanos en situación de calle se dedicaban a esta actividad. Sin embargo, durante la crisis en Venezuela, la devaluación de los salarios y la paralización de obras de construcción gubernamentales ha obligado a más personas a recurrir a la minería, incluyendo personas que no viven en la indigencia. A partir de 2016 decenas de personas comenzaron a buscar metales diariamente en las cloacas, y en el punto más concurrido del cauce, en el sector de Caño Amarillo, se ha reportado la presencia de hasta trescientas personas.
El río Guaire atraviesa gran parte de Caracas, donde caen desechos y basura continuamente. En 2005, durante el gobierno del presidente Hugo Chávez, se organizó un plan para su saneamiento frente a varios mandatarios regionales, y el 18 de agosto prometió que “El año que viene los invito a todos y a ti, Daniel Ortega, te invito a que nos bañemos en el Guaire el año que viene”. Jacqueline Faría, la ministra de ambiente para entonces, fue encargada de llevar el proyecto. En 2006 se destinaron 772 mil millones de bolívares para la obra, y en 2007 Jacqueline Faría aseguró que a pesar de que la limpieza de un río como el Guaire podría tardar hasta 15 años, el “proceso revolucionario” lo entregaría saneado en 2014. Hasta julio de 2016, el Banco Interamericano de Desarrollo desembolsó 83,6 millones de dólares para sanear el río Guaire, y en el mismo año la Comisión Permanente de Administración y Servicios de la Asamblea Nacional, presidida por el diputado Stalin González, en conjunto con la Comisión de Ambiente y Recursos Naturales, denunciaron que se habían gastado 77 millones de dólares para el saneamiento del río, cuando la ejecución del proyecto fue de apenas 26%.
El 19 de abril de 2017, durante la Madre de Todas las Marchas en las protestas en Venezuela de 2017, varios manifestantes opositores tuvieron que cruzar el río Guaire para escapar de las bombas lacrimógenas usadas por las fuerzas de seguridad; un usuario de Twitter le preguntó sobre el destino de los dólares dirigidos al proyecto de saneamiento, a lo cual Faría respondió "Se invirtieron completicos sino pregunta a tu gente que se bañó sabroso!". Su respuesta generó una gran cantidad de réplicas en repudio a la declaración. Según Juan Bautista González, profesor de la Universidad Central de Venezuela que coordinó el componente social del Proyecto de Saneamiento del río Guaire Catia hasta Quinta Crespo, en la recuperación del río Guaire se habían invertido 14 mil millones de dólares, los cuales según él fueron "robados". Hasta la fecha se desconoce el destino de la inversión del proyecto.

## Ubicación y trabajo
A pesar de que Caño Amarillo es uno de los lugares más concurridos por los mineros, también se ha reportado su presencia en otros lugares del cauce, como en las quebradas de Lídice y Manicomio, en Antímano (cerca de la pasarela de la Universidad Católica Andrés Bello), en Quinta Crespo, en Plaza Venezuela, detrás del Estadio Universitario, y en la Universidad Central de Venezuela, en Las Mercedes y Bello Monte, en La California Sur y El Llanito, en San Martín (después del Puente Ayacucho), en El Paraíso, en Carapita y en Los Teques.
Los mineros dedican minutos y hasta horas buscando y escarbando dentro del agua buscando prendas como anillos, cadenas, broches, dijes y joyas de metales preciosos como oro, plata o cobre. Generalmente no usan ninguna protección, guantes o botas, y algunos hasta trabajan sin camisa o calzado, vistiendo solo shorts, a pesar de las enfermedades que se pueden contraer en el desagüe. Entre 2017 y 2018 los mineros reportaron que diariamente se podían ganar entre 100 000 hasta 500 000 bolívares en piezas, o hasta 19 millones de bolívares semanales, mucho más que el salario mínimo en Venezuela o el salario de empleados como obreros, albañiles o pintores. Los metales son vendidos en el Mercado de los Corotos de Quinta Crespo o en Capitolio, donde para marzo de 2018 los vendedores informales compraban el gramo de oro de 18 quilates por entre 10 millones y hasta 15 millones de bolívares, y por un poco menos si la compra se realiza en efectivo.

## Riesgos
Según José Félix Oletta, exministro de sanidad, en el río Guaire se pueden contraer enfermedades como cólera, que es una enfermedad infecciosa muy severa, leptospirosis y todas las enfermedades de transmisión hídrica; explica que en el Guaire están presentes todos los agentes negativos del sistema digestivo, incluyendo a la salmonella y la  escherichia coli, además de virus de transmisión oral fecal como hepatitis A y parásitos protozoarios, advirtiendo que no se adquiere inmunidad natural, que alguna de las enfermedades puede desarrollarse varias veces y que las personas contagiadas pueden ser portadores de le enfermedad y afectar a otras. De acuerdo con el infectólogo Julio Castro, las bacterias del río son de contagio rápido y puede contagiar enfermedades como la leptospirosis, la hepatitis viral o el tétanos.
Los mineros han reportado estigmatización por su oficio, de quienes se han burlado o tenido el prejuicio de ser delincuentes. Algunos mineros también han fallecido al ser llevados por la corriente del río.
Varios efectivos policiales, según los mineros, incluyendo a los cuerpos de seguridad del Palacio de Miraflores, han revisado, golpeado y extorsionado a los mineros, robándoles las piezas conseguidas en el Guaire, a veces esperándolos en Capitolio cuando van a vender los metales. Habitualmente grupos de mineros son detenidos por militares de la Guardia Nacional o por la Policía Nacional Bolivariana.